# Fondali Marini di Baia
Fondali Marini di Baia este o arie protejată (arie specială de conservare — SAC, sit de importanță comunitară — SCI) din Italia întinsă pe o suprafață de 180 ha, integral marine.

## Localizare
Centrul sitului Fondali Marini di Baia este situat la coordonatele 40°49′30″N 14°05′09″E / 40.825°N 14.085833°E.

## Înființare
Situl Fondali Marini di Baia a fost declarat sit de importanță comunitară în octombrie 2011 pentru a proteja 1 specie de animale. Situl a fost protejat și ca arie specială de conservare în noiembrie 2019.

## Biodiversitate
Situată în ecoregiunea mediteraneană, aria protejată conține 1 habitat natural: Recifuri.
La baza desemnării sitului se află o specie protejată de  reptile: Caretta caretta.
Pe lângă speciile protejate, pe teritoriul sitului au mai fost identificate 1 specie de plante, 4 specii de nevertebrate, 2 specii de pești.